# Льєж (провінція)
Льєж (фр. Liège, валлон. Lidje, нім. Lüttich, нід. Luik) — одна з десяти провінцій Бельгії і одна з п'яти валлонських провінцій. Межує з Лімбургом, провінцією Намюр, Фламандським Брабантом, Валлонським Брабантом, провінцією Люксембург, державою Люксембург, Нідерландами і Німеччиною. Столиця — місто Льєж. Складається з 84 муніципелітетів. На сході провінції, у межі з Німеччиною розташовані так звані Східні Кантони — місце компактного мешкання німецькомовної меншини. У провінції Льєж знаходиться популярний курорт Спа.

## Основні дані
- Площа: 3862 км²
- Найвища точка: гора Ботранж, 694 метри над рівнем морить (найвища точка Бельгії)
- Найбільші ріки: Маас, Урт, Ведр, Амблев
- Населення: 1 034 024 (станом на 1 січня 2005)

## Найбільші міста
Міста з населенням понад 20 тисяч осіб:
| Назва міста  | Населення, осіб (2008) |
| ------------ | ---------------------- |
| Льєж         | 190102                 |
| Серен        | 61657                  |
| Верв'є       | 54519                  |
| Ерсталь      | 37685                  |
| Анс          | 27550                  |
| Флемаль      | 24963                  |
| Опеє         | 23669                  |
| Сент-Ніколас | 22600                  |
| Грес-Оллон   | 21813                  |
| Шофонтен     | 20940                  |
| Юї           | 20295                  |